# Symphytum sylvaticum
Symphytum sylvaticum är en strävbladig växtart. Symphytum sylvaticum ingår i släktet vallörter, och familjen strävbladiga växter.

## Underarter
Arten delas in i följande underarter:
- S. s. sepulcrale
- S. s. sylvaticum
- S. s. hordokopii